# Lagan Hilir Punggasan
Lagan Hilir Punggasan is een bestuurslaag in het regentschap Zuid-Pesisir van de provincie West-Sumatra, Indonesië. Lagan Hilir Punggasan telt 2528 inwoners (volkstelling 2010).